# Cholila (ort i Argentina)
Cholila är en ort i Argentina.   Den ligger i provinsen Chubut, i den sydvästra delen av landet, 1 400 km sydväst om huvudstaden Buenos Aires. Cholila ligger 558 meter över havet och antalet invånare är 2 228. Den ligger vid sjön Lago Carlos Pellegrini.
Terrängen runt Cholila är huvudsakligen kuperad, men västerut är den platt. Cholila ligger nere i en dal. Trakten runt Cholila är nära nog obefolkad, med mindre än två invånare per kvadratkilometer.. Det finns inga andra samhällen i närheten.
Trakten runt Cholila består i huvudsak av gräsmarker.